# Södra Kyrketorps församling
Södra Kyrketorps församling var en församling i Skara stift och i Falköpings kommun. Församlingen uppgick 2006 i Stenstorps församling. 

## Administrativ historik
Församlingen har medeltida ursprung. Före den 1 januari 1886 (ändring enligt beslut den 17 april 1885) var namnet Kyrketorps församling.
Församlingen var till 1400-talet annexförsamling i pastoratet Brunnhem och Kyrketorp för att därefter till 2006 vara annexförsamling i pastoratet Stenstorp, Brunnhem och (Södra) Kyrketorp som från 1 maj 1920 även omfattade Segerstads, Valtorps och Håkantorps församlingar och från 1962 Dala, Borgunda och Högstena församlingar samt från 1998 församlingarna i det som tidigare var Gudhems pastorat. Församlingen uppgick 2006 i Stenstorps församling.

## Kyrkor
Församlingskyrka var från 1817 Stenstorps kyrka, gemensam med Stenstorps och Brunnhems församlingar.